# Goascorán (gemeente)
Goascorán is een gemeente (gemeentecode 1706) in het departement Valle in Honduras. Het dorp ligt aan een rivier die ook Goascorán heet.

## Geschiedenis
In de geschiedenis is het dorp een aantal keren verplaatst. Eerst heette het Playa Grande del Guayabal, en lag het op de plaats waar nu het dorp Costa de los Amates ligt. De bevolking was voor het grootste deel van inheemse afkomst. Dit gebied werd echter veelvuldig aangevallen door Engelse piraten.
Daarop verplaatste men het dorp in opdracht van het Kapitein-Generaalschap van Guatemala naar een plaats die San Jerónimo heet. Ook hier bleven de piraten echter aanvallen. Ten slotte werd het dorp verplaatst naar de huidige locatie.
Goascorán is een van de weinige gemeenten in Honduras waarvan de bewoners de eigendomsdocumenten van hun grond rechtstreeks van de Spaanse Kroon gekocht hebben. Deze documenten hielpen in 1991 om een grensgeschil met El Salvador op te lossen voor het Internationaal Gerechtshof in Den Haag. Hierdoor bleef het gebied bij Honduras.

## Moderne tijd
Goascorán beschikt over post, elektriciteit, drinkwater, riolering, telefoon, internet. Er zijn 31 scholen en een instituut voor technisch onderwijs. Ook er is er een kliniek. In het centrum van het dorp bevindt zich een park. Verder is er een klein parkje met exotische dieren. In Goascorán functioneert een spaar- en kredietcoöperatie.
In het dorp Costa de los Amates worden meloenen en watermeloenen gekweekt voor de export.

## Bevolking
De bevolking is als volgt verdeeld:
| Vrouwen | 7477 | 51,8% |
| Mannen  | 6964 | 48,2% |

## Dorpen
De gemeente bestaat uit acht dorpen (aldea), waarvan het grootste qua inwoneraantal: La Arada  (code 170603).